# Morning Show
Morning Show è un programma radiofonico in onda dal lunedì al venerdì dal 2019, condotto da Walter Pizzulli. Ha come obiettivo di intrattenere gli ascoltatori del primo mattino attraverso quiz (Quizzò e play with us), musica e intrattenimento .

## Quizzò
Il gioco consiste nel riuscire a risolvere indovinelli diversi ogni giorno per aggiudicarsi i premi di m2o. È trasmesso nella fascia oraria dalle 07:00 alle 08:00.